# Клиний (сын Клиния)
Клиний (др.-греч. Κλεινίας; родился предположительно между 449 и 446 годами до н. э. — умер после 434 года до н. э.) — афинский аристократ из рода Саламиниев, сын Клиния и Диномахи, младший брат Алкивиада. Упоминается только в двух диалогах Платона, причём исключительно в связи с детским периодом его жизни.

## Биография
Клиний принадлежал к одному из наиболее влиятельных и богатых аристократических родов Афин, возводившему свою генеалогию к мифологическому герою Еврисаку, сыну Аякса Теламонида и царю Саламина. В некоторых эпиграфических источниках представителей этого рода называют Саламиниями. Отец Клиния носил то же имя и предположительно был племянником ещё одного Клиния, упомянутого в источниках как участник битвы при Артемисии в 480 году до н. э.. Матерью Клиния-младшего была Диномаха, дочь Мегакла из рода Алкмеонидов, двоюродная сестра Перикла и родная сестра его первой жены.
Клиний стал вторым ребёнком в семье — после Алкивиада. Последний родился приблизительно в 450 году до н. э., а Клиний-отец погиб в 447 году до н. э. в битве при Коронее. Соответственно исследователи датируют рождение Клиния-сына периодом с 449 по 446 год до н. э. После гибели отца семейства Перикл и его брат Арифрон как ближайшие родственники стали опекунами мальчиков и их матери. Известно, что братья жили в доме Перикла.
Клиний упоминается только в двух античных источниках — в диалогах Платона, «Алкивиад I» и «Протагор». При этом в обоих случаях речь идёт о его детстве. Из «Протагора» известно, что Перикл, боясь, как бы постоянное общение с развращённым Алкивиадом не испортило Клиния, отдал последнего на воспитание своему брату Арифрону; однако Арифрон меньше чем через шесть месяцев вернул мальчика Периклу, «не зная, что с ним делать». В диалоге «Алкивиад I», действие которого происходит предположительно в 434 году до н. э., заглавный герой, разговаривая с Сократом, называет Клиния «безрассудным человеком» (в переводе Сесиль Шейнман-Топштейн); для Сократа это пример того, что Перикл никому из своих воспитанников не передал свою мудрость. В связи с этим германский антиковед Генрих Свобода отмечает, что ни в коем случае нельзя говорить об умственной неполноценности Клиния: тот просто отличался слишком горячим темпераментом.